# هاني شنودة
هاني شنودة ملحن وموزع موسيقى مصري اكتشف العديد من المواهب الصوتية المصرية، وكانت له الريادة والفضل في تكوين أول فرقة موسيقية بمصر.
ولد هاني شنودة بطنطا بالمملكة المصرية عام 1943م تخرج من كلية الموسيقى عام 1966م وبعد ذلك التحق بالمعهد العالى الموسيقى "الكونسيرفتوار"

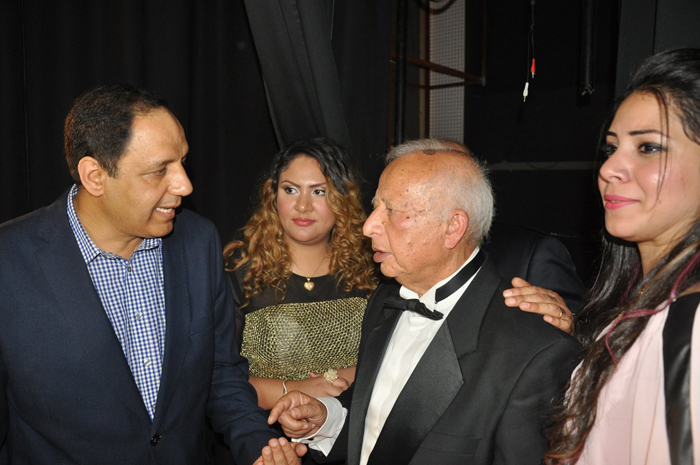
الموسيقار هانى شنودة مع الإعلامى أيمن وهدان / فيينا 2016

## فرقة المصريين
يقول هاني شنودة عن فرقة المصريين إن الفكرة أساسا يعود الفضل لتكوينها للكاتب العالمي نجيب محفوظ والتي استمرت لفترات طويلة، أنجبت خلالها أجيال متعاقبة من المطربين والمطربات.
فبعد التخرج يقول هاني "اشتركت مع مجموعة من الشباب، وعزفنا بعض المقطوعات الغربية والأغاني الغربية، وتجولنا بهذه الفرقة للعديد من الدول مثل لبنان وسوريا وكنا ندعو من خلالها كبار المطربين لأن ينظروا إلينا ويروا هذه الموهبة، وذات يوم حضر إلينا الأديب نجيب محفوظ وقتها كان يعمل بمجال الصحافة وسألني عن الموسيقى والفقرات التي نعزفها، وكنا وقتها نقدم مجموعة من الأغاني العالمية كالإيطالية والأسبانية والفرنسية وقال لي لماذا لا تقدم مثل هذه النوعية بالعربية، وبإجماع قلنا له العربي مش عاجبنا فقال لنا من أي ناحية، فقلت له المقدمات طويلة والأغنية ليس بها بناء هارموني وفيها إعادات وزيادات.
ثم قمنا بعدها بعمل أغان عربية إلى أن جاءني ذات يوم كلاً من شوقي حجاب وعبد الرحيم منصور وطلبوا مني عمل ألبوم غنائي لمحمد منير وهو علموني عنيك ولكنه فشل بسبب قيام الشركة بنقل الأغاني من الاسطوانة إلى الكاسيت الذي لم يكن منتشراً في ذلك الوقت، من هنا طرأت على فكرة تكوين فرقة موسيقية، وشاركوني من قاموا بعزف الألبوم الأول لمنير والسبب الثاني لفشل الألبوم عدم شهرة منير في ذلك الوقت، بعدها قمنا بعمل الألبوم الأول لفرقة المصريين وهو بحبك لا وحقق نجاح كبير لأن هذه الأغاني كانت جديدة على الجمهور ولم يقدمهاأحد من قبل، ثم قامت الشركة التي قامت بإنتاج الألبوم الأول علموني عنيكي لمنير بعمل ألبوم ثاني بعنوان بنتولد وهذا الألبوم كان سبب شهرة منير، وحقق مبيعات أكثر من 40 ألف نسخة، بعدها تشجعت الشركة وقامت بطرح الألبوم الأول لمنير وهو علموني عنيكي مرة ثانية بالأسواق، وحقق نجاحاً كبيراً ثم ذلك الوقت وجاء تكوين الفرقة في 8 ديسمير عام 1977م بعدها انتشرت باقي الفرق مثل الفورإم - الأصدقاء - النهار وطيبة ثم سجلت بعدها أكثر من 128 فرقة بجمعية المؤلفين والملحنين وحتى لا أنسى يوم تكوين الفرقة قمت بتلحين يوم 8ديسمبر وغنتها الفرقة بعد ذلك بعدها توالت الأعمال وتعددت الألبومات وتطرقت في هذه الألبومات لمفردات جديدة لم تخطر ببال أحد واستعملت الهارموني والكونتربونت وقدمت البناء الصحيح للأغنية كالاعتماد على الهارموني الغير مبنى على المونفونيك بمعنى أنها لم تكن أحادية الصوت، وإنما توزعت في الأصوات وقد أضافت الفرق كثيراً للأغنية والموسيقى".
وكانت الفرقة تتكون وقتها من إيمان يونس وتزوجت وسافرت، بعدها جاءت منى عزيز وتحسين يلمظ وممدوح قاسم ثم سافرت منى إلى سويسرا وتوفى تحسين يلمظ وصلاح جاهين وعبد الرحيم منصور وكل ذلك كان من أسباب عدم استمرارية الفرقة، وأحسست بعدها أن جزءاً كبيراً مني مات، وأردت أن أترك نجاح الفرقة الذي حققته في هذه الفترة كما هو وباسم من قاموا به وهم المصريين.
يعتبر هو أول من قدم محمد منير حيث لحن له اربع اغانى في أول البوماته (علمونى عينيكى) وقام بتوزيع اغانى الابوم كاملا، كما لحن له في الالبوم الثاني (بنتولد) ثمانية اغانى ووزع الالبوم كاملا.
اكتشف عمرو دياب في إحدى حفلات فرقة المصريين في بورسعيد واقنعه بنزول القاهرة ودراسة الموسيقى وقدمه للجمهور في البوم (يا طريق) حيث لحن له اربع اغانى ووزع جميع الاغانى كما عرف عمرو بالعديد من الشعراء والملحنين مثل صلاح جاهين وعبد الرحيم منصور وشوقى حجاب وعزيز الناصر .
كما لحن هانى شنودة العديد من الاغانى الجميلة لنجاة الصغيرة مثل بحلم معاك وانا بعشق البحر و لفايزة أحمد مثل هدى الليل ووزع اغانى دنيا جديدة وعلى وش القمر
كما قام بوضع الموسيقى التصويرية لبعض الافلام المصرية في السينما المصرية أشهرها المشبوه والحريف وغريب في بيتى والغول والأسطي المدير وشقة الأستاذ عليوة.

## فريق المصريين في فيينا
قدم الموسيقار هاني شنودة حفلة في النادي المصري في فيينا، النمسا مساء الجمعة 6 مايو 2016. وشارك معه المغنيتان الشابتان سارة إسماعيل وسارة الهواري. قدمت الفرقة خلالها أعمالا غنائية مصرية هامة من خلال البيانو والكيبورد:[بحاجة لمصدر]
- ألحان فرقة المصريين (1977 - 1988)
- أغانى لنجاة ومحمد منير
- أهواك لعبد الحليم حافظ بـ 3 توزيعات جديدة
- أعنية بالإنجليزية I am from Austria
- أغنية كلاسيكية (غربية بحس مصرى)

## وصلات خارجية
- هاني شنوده على موقع IMDb (الإنجليزية)
- هاني شنوده على موقع الدهليز
- هاني شنوده على موقع قاعدة بيانات الأفلام العربية
- هاني شنوده على موقع ميوزك برينز (الإنجليزية)
- هاني شنوده على موقع ديسكوغز (الإنجليزية)